# Зина - принцесата воин
„Зина – принцесата войн“ (на английски: Xena: Warrior Princess) е американски сериал, който е заснет в Окланд, Нова Зеландия. Снимките по сериала започват през 1995 г. и продължават до 2001 г.
Действието на филма се развива в древните времена на Гърция. Макар че в отделни епизоди има ориенталски, египетски и средновековни елементи, като цяло в сюжета преобладава гръцката митология.
Зина – принцесата войн, главната героиня в сериала, се опитва да избяга от своето кърваво минало докато пътува из селата. По време на своите пътешествия среща млада, приказлива, чаровна жена на име Габриел, която по-късно става нейна най-добра приятелка и спътник в живота ѝ.

## Актьорски състав
- Зина – Луси Лоулес
- Габриел – Рене О'Конър
- Джоксър – Тед Райми
- Арес – Кевин Смит (II)
- Автолик – Брус Кембъл
- Хадес – Ерик Томсън
- Калисто – Хъдсън Лейк

## Музика
По идея на Джоузеф Лодука са използвани български народни песни (напр. „Кавал свири“). Оригиналната песен „Кавал свири“ е музиката, която звучи по време на всяка нейна битка и състезание. Музиката е предимно от родопския край, което прави българския фолклор основен в състава на сериала.

## „Зина – принцесата воин“ в България
В България целият сериал е излъчен по Диема. Дублажът е на студио Доли. Ролите се озвучават от артистите Ася Рачева, Янина Кашева, Марин Янев, Явор Гигов и Христо Чешмеджиев.
Сериалът е излъчван и по Канал 1 около 2007–2008 г. с втори дублаж. Ролите се озвучават от Петя Абаджиева, Лина Шишкова, Стефани Рачева, Александър Воронов и Ивайло Велчев.
През 2008 г. е излъчван и по GTV с трети дублаж. В него участват Христина Ибришимова и Иван Райков.